# Popis grčkih fraza
 Popis grčkih fraza/poslovica

## Αα
(h)a
Aγεωμέτρητος μηδεὶς εἰσίτω
Ageōmetrētos mēdeis eisitō.
"Vi koji ne volite geometriju, ne ulazite!" Natpis nad ulazom u Platonovu Akademiju (navedeno u Elijevom komentaru na Aristotelove Kategorije).
Aεὶ Λιβύη φέρει τι κακόν / καινόν
Aei Libyē pherei ti kakon / kainon.
"Libija uvijek nosi nešto zlo / novo", Aristotel, Historia Animalium. (usp. latinski Ex Africa semper aliquid novi, "Iz Afrike uvijek nešto novo", Plinije)
Ἀεὶ κολοιὸς παρὰ κολοιῷ ἱζάνει
Aei koloios para koloiōi hizanei.
"Vranu se uvijek može naći pored vrane", tj. "svaka ptica svome jatu leti."
Aεὶ ὁ θεὸς γεωμετρεῖ
Aei ho theos geōmetrei.
"Bog uvijek geometrizira", Platon
Aεὶ ὁ θεὸς ὁ μέγας γεωμετρεῖ τό σύμπαν
Aei ho theos ho megas geōmetrei to sympan.
"Uvijek veliki bog primijenjuje geometriju u svemu", mnemotehnika za π (pi)
| Ἀεὶ     | ὁ       | θεός    | ὁ       | μέγας   | γεωμετρεῖ | τό      | Σύμπαν  |
| ------- | ------- | ------- | ------- | ------- | --------- | ------- | ------- |
| 3       | 1       | 4       | 1       | 5       | 9         | 2       | 6       |
| 3 slova | 1 slovo | 4 slova | 1 slovo | 5 slova | 9 slova   | 2 slova | 6 slova |

Aετοῦ γῆρας, κορυδοῦ νεότης
Aëtou gēras, korydou neotēs.
"Starost orla (vrijedi) vrapčevu mladost".
Aἰὲν ἀριστεύειν
Aien aristeuein
"Ever to Excel"
"Ever to Excel" ("Uvijek se isticati") engleski je prijevod starogrčkog gesla Sveučilišta sv. Andrije (osnovanog 1410.), Edinburške akademije (osnovane 1824.) i Bostonskog koledža (osnovanog 1863.).
Potječe iz šestog pjevanja Homerove Ilijade (Ilijada 6. 208) gdje se Glauko obraća Diomedu:
"Hippolocus begat me. I claim to be his son, and he sent me to Troy with strict instructions: Ever to excel, to do better than others, and to bring glory to your forebears, who indeed were very great ... This is my ancestry; this is the blood I am proud to inherit."
Aνάγκᾳ δ’οὐδὲ θεοὶ μάχονται
Anankāi d'oude theoi machontai.
"Čak se ni bogovi ne bore protiv nužnosti", Simonid, 8, 20.
Aνδρῶν ἐπιφανῶν πᾶσα γῆ τάφος
Andrōn epiphanōn pasa gē taphos.
Slavnim ljudima cijela zemlja je njihov grob. Periklov pogrebni govor iz Tukididova Peloponeskog rata 2.43.1
Ἀνερρίφθω κύβος
Anerriphthō kybos.
Alea iacta est.
"Kocka je bačena." Ovo je izrekao Julije Cezar kad je ušao u Italiju sa svojom vojskom 49. pr. Kr. Plutarh spominje frazu na grčkom, dok je Svetonije navodi na latinskom.
Aνθρωπος μέτρον
Anthrōpos metron.
"Čovjek je mjerilo (svih stvari)", Protagorino geslo.
Ἅπαξ λεγόμενον
Hapax legomenon.
"Jednom pročitano", tj. riječ koja se pojavljuje samo jedanput u tekstu ili književnom djelu.
Aπὸ μηχανῆς Θεός
Apo mēchanēs Theos
Deus ex machina
"Bog iz stroja"
Aριστον μὲν ὕδωρ
Ariston men hydōr.
"Najveća je ipak voda", Pindar, Olimp. 1, 1. Natpis se nalazio na crpilištu u Bathu.

## Ββ
b
βασιλεία τῶν οὐρανῶν
basileia tōn ouranōn
"Kraljevstvo nebesko"
Βρῶμα θεῶν
Brōma theōn.
"Hrana bogova" — navodno je to izrekao Neron za otrovne gljive kojima je njegova majka Agripina Mlađa ubila Klaudija.

## Γγ
g

Γλαῦκ’ Ἀθήναζε / Γλαῦκ’ εἰς Ἀθήνας
Glauk’ Athēnaze / Glauk’ eis Athēnas.
"Sove (kovanice drahme) Ateni", tj. caru carevo, a Bogu Božje.
Γνῶθι σεαυτόν
Gnōthi seauton.
"Spoznaj samog sebe" — geslo nad ulazom u Apolonov hram u Delfima, a također i geslo Hamiltonova koledža, malenog liberalnog umjetničkog koledža u SAD-u.

## Δδ
d
Δεῖμος καὶ Φόβος
Deimos kai Phobos
"užas i strah"
Deimos i Fobos prirodni su Marsovi sateliti. Nazvani su prema grčkim bogovima Deimosu, liku koji je u grčkoj mitologiji predstavljao užas (paniku) i Fobosu (grč. strah), sinovima Aresovim (Marsovim).
Διαίρει καὶ βασίλευε
Diairei kai basileue.
"Podjeli pa vladaj".
Δῶς μοι πᾶ στῶ καὶ τὰν γᾶν κινάσω
Dōs moi pā stō, kai tan gān kināsō.
"Dajte mi oslonac i pomaknut ću Zemlju." Pripisuje se Arhimedu.

## Εε
(h)e
Εἷς οἰωνὸς ἄριστος, ἀμύνεσθαι περὶ πάτρης
Eis oiōnos aristos, amynesthai peri patrēs
"Samo je jedan omen, da se čovjek mora boriti za svoju domovinu" — Hektor se obraća Polidemu nakon što je ovaj bio praznovjeran oko znaka ptica. Znak je bio orao koji je letio sa zmijom u svojim kandžama, a zmija je još bila živa i borila se da pobjegne. Zmija se izvrnula naopako sve dok nije udarila pticu po vratu, prisilivši orla da ispusti zmiju da padne. (Homer, Ilijada, 12).
Ἓν οἶδα ὅτι οὐδὲν οἶδα
Hen oida hoti ouden oida
"Znam jednu stvar, da ne znam ništa", (Sokrat, parafraza iz Platonove Apologije)
Ἐπεὶ δ' οὖν πάντες ὅσοι τε περιπολοῦσιν φανερῶς καὶ ὅσοι φαίνονται καθ' ὅσον ἂν ἐθέλωσιν θεοὶ γένεσιν ἔσχον, λέγει πρὸς αὐτοὺς ὁ τόδε τὸ πᾶν γεννήσας τάδε
Epei d' oun pantes hōsoi te peripolousin phanerōs kai hōsoi phainontai kath' hōson an ethelōsin theoi genesin eschon, legei pros autous ho tode to pan gennēsas tade
"Kada svi oni, oni bogovi koji se pojavljuju u svojim revolucijama, kao i oni drugi bogovi koji se svojevoljno javljaju i postanu stvarnost, stvaranje svemira imenuje ih sljedećima" (Platon, Timej o bogovima i stvaranju svemira)
Εὕρηκα!
Heurēka!
"Eureka!" — dok se Arhimed kupao, primijetio je kako se razina vode podigla kad je ušao unutra; iznenada shvativši kako volumen istisnute vode mora biti jednak volumenu dijela tijela uronjenog u tekućinu. To je značilo da se volumen nepravilnih tijela može precizno izračunati što je dotad predstavljalo nerješiv problem. Toliko je bio uzbuđen da je trčao ulicama gol, još uvijek mokar od kupanja, vičući "Pronašao sam!".

## Ζζ
z
ζῷον πολιτικὸν
Zōon politikon
Aristotel, Politika, knjiga 1: ὁ ἄνθρωπος φύσει πολιτικὸν ζῷον
"Čovjek je po prirodi politička životinja", tj. životinja polisa ili društveno biće

## Ηη
(h)ē
Ἢ τὰν ἢ ἐπὶ τᾶς
Ē tan ē epi tas
"Ili s njime, ili na njemu", "Ili sa svojim štitom, ili na njemu" - znači "ili ćeš pobijediti u bitci, ili ćeš poginuti i onda biti donesen kući na svojem štitu".
Ovo su govorile Spartanke svojim sinovima prije nego što su krenuli u borbu kako bi ih podsjetile na njihvou hrabrost i dužnost za Spartu i Grčku. Hoplit nije mogao pobjeći s bojnog polja sve dok nije zbacio sa sebe težak i glomazan štit. Stoga je gubitak nečijeg štita označavalo dezertiranje. (Plutarh, Moralia, 241)
Ἡ φύσις οὐδὲν ποιεῖ ἅλματα.
Hē physis ouden poiei halmata.
"Priroda ne čini (iznenadne) skokove."
Princip prirodnih fiilozofija još od Aristotelova vremena, točnu frazu izrekao je Carl von Linné.
Latinski: Natura non facit saltus.

## Θθ
th
Θάλασσα καὶ πῦρ καὶ γυνή, κακὰ τρία
Thalassa kai pŷr kai gynē, kaka tria.
"More i vatra i žena, tri zla."
Θάλαττα, θάλαττα.
Thalatta, thalatta.
"More! More!"
Thalatta! Thalatta! iz Ksenofontove Anabaze. Ovaj uzvik veselja zbio se kada je 10,000 Grka nakon dugog pješačenja vidjelo Euxeinos Pontos (Crno more) s planine Tehes (Θήχης) u Armeniji nakon što su sudjelovali u neuspjelom maršu Kira Mlađeg na Perzijsko Carstvo godine 401. pr. Kr.
θέρος, τρύγος, πόλεμος.
Theros, trygos, polemos.
"Ljeto, jesen, rat."

## Ιι
(h)i
Ἰατρέ, θεράπευσον σεαυτόν•
Iatre therapeuson seauton;
"Liječniče, liječi se sam!"
"Medice cura te ipsum."
Ova latinska naredba poziva liječnike nek se prvo pobrinu za sebe i liječe sami prije nego što se krenu baviti pacijentima. Postala je slavnom u latinskom prijevodu Biblije, Vulgati. Poslovica je pripisana Isusu, a zapisana u Lukinom evanđelju u glavi 4:23. Sâm Luka Evanđelist bio je liječnik.
Ἰησοῦς Χριστὸς Θεοῦ Υἱὸς Σωτήρ
Iēsous Christos Theou Hyios Sōtēr
"Isus Krist, Sin Božji, Spasitelj." U akronimu: ΙΧΘΥΣ (Ichthys) — "riba".
Ισχύς μου η Αγάπη του Λαού.
Ischys mon i agapi tou laou.
"Ljubav ljudi, moja snaga.“
Geslo kraljevske kuće Glücksburg.

## Κκ
k, c
Καὶ σὺ τέκνον;
Kai sy teknon;
"Zar i ti, sine Brute?" (Et tu, Brute?)
15. ožujka 44. pr. Kr. Julija Cezara napala je grupa senatora u kojoj se nalazio i Marko Junije Brut, senator i Cezarov bliski prijatelj. Cezar se u početku odupirao napadačima, ali kad je ugledao Bruta, navodno je izrekao ove riječi i predao se sudbini. Gotovo je sigurno da Cezar nije zapravo izrekao ove riječi. Antički izvori govore kako je on umro bez riječi ili je rekao "Καὶ σύ, τέκνον" (Kai sy, teknon?), što na grčkom znači "Zar i ti, moj sine?" (Svetonije, De Vita Caesarum, LXXXII   Arhivirana inačica izvorne stranice od 27. rujna 2007. (Wayback Machine)). Ovu latinsku verziju proslavio je William Shakespeare koji ju je iskoristio u drami Julije Cezar (čin 3, scena 1,85).
Κακοῦ κόρακος κακὸν ὠόν
Kakou korakos kakon ōön.
"Od loše vrane, loše jaje", tj. kakav otac, takav sin.
Κακὸς ἀνὴρ μακρόβιος
Kakos anēr makrobios
"Loš čovjek dugo živi"
Καλλίστῃ
Kallistēi
"Najzgodnijoj", "najljepšoj", iz mita o Zlatnoj jabuci razdora.
Κάτθανε, Διαγόρα, οὐ καὶ ἐς Ὄλυμπον ἀναβήσῃ
Katthane, Diagora, ou kai es Olympon anabēsē.
"Umri, Diagora, jer se uspeti na Olimp (tj. pridružiti se bogovima) ne možeš" — Izreka spartanskog gledatelja upućena Diagori s Roda, bivšemu olimpijskom pobjedniku, tijekom 79. Olimpijade, kada su njegova dva sina postali olimpijskim pobjednicima te su nosili oko stadiona na svojim ramenima.
κτῆμα ἐς ἀεί
ktēma es aei
"vječni posjed" (Tukidid)
Κύριε ἐλέησον
Kyrie eleēson.
"Gospodine, smiluj se" — vrlo uobičajena fraza u grčkim ortodoksnim liturgijama, a također se koristi na grčkom tijekom rimokatoličke mise.

## Λλ
l
Λάθε βιώσας
Lathe biōsas
"Živi skrovito", epikurejska fraza. Objedinjuje epikurejsku odbojnost prema politici. Zapravo oni muče ljude i ne dopuštaju mu da dosegne "unutarnji mir" - što je glavni cilj za epikurejce. Stoga epikurejci predlažu da bi svatko trebao živjeti "skrovito" daleko od gradova, ne uzimajući u obzir političku karijeru. Ovu ideju oštro je kritizirao Ciceron koji je kao stoik imao potpuno drugačije mišljenje o politici.
λέγειν τὰ λεγόμενα
Legein ta legomena
"Govorim kako su mi rekli", ili "Izvješćujem izvješća"
Herodot (7,52 itd.):
Ἐγὼ δὲ ὀφείλω λέγειν τὰ λεγόμενα, πείθεσθαί γε μὲν οὐ παντάπασι ὀφείλω.
Latinski: Prodenda, quia prodita ili Relata refero

## Μμ
m
Μέτρον ἄριστον ili Πᾶν μέτρον ἄριστον
Métron áriston ili Pân métron áriston
"Najbolje je držati mjeru", doslovce: "za sve postoji savršena mjera" Kleobul
Μὴ γένοιτο
Mē genoito.
"Nek ne bude!" / "Nek nebo zabrani!" — fraza koju je koristio sv. Pavao.
Μὴ μοῦ τοὺς κύκλους τάραττε
Mē mou tous kyklous taratte.
"Nemoj remetiti moje krugove". Posljednje riječi koje se pripisuju Arhimedu, a odnose se na krugove u matematičkom crtežu kojeg je navodno proučavao kada ga je uznemirio rimski vojnik.
Μὴ χείρον βέλτιστον
Mē cheíron béltiston.
"Zadnji loš [izbor] je najbolji", kada ne postoji dobra opcija, trebalo bi odabrati onu koja će napraviti najmanju štetu.
Μηδὲν ἄγαν
Mēden ágan.
"Ničega previše" — urez na Apolonovu hramu u Delfima.
Μηκέτι υδροπότει, αλλ' οἴνῳ ὀλίγῳ χρῶ διὰ τὸν στόμαχόν σου και τας πυκνάς σου ασθενείας
Mēketi hydropotei, all' oinōi oligōi chrō dia ton stomachon sou kai tas pyknas sou astheneias
Više ne pij vode, nego uzimaj malo vina radi želuca i svojih čestih bolesti.
— Prva poslanica Timoteju 5:23

Μολὼν λαβέ!
Molōn labe!
"Dođi i uzmi ga!" — Spartanski kralj Leonida odgovorio je ovim riječima na zahtjev perzijskog kralja Kserksa koji je tražio da grčka vojska položi svoje oružje prije bitke kod Termopila.

## Νν
n
Νίψον ἀνομήματα μὴ μόναν ὄψιν
Nipson anomēmata mē monan opsin
"Operi grijehe, a ne samo lice"
Palindromni natpis na fontanama Asklepijeje, kasnije urezan na Aju Sofiju

## Ξξ
x
Ξύλινον τεῖχος
Xýlinon teîchos
"drveni obrambeni zid" (doslovno, a posebno, "zidovi" brodova tijekom Grčko-perzijskih ratova)

## Οο
(h)o
Ὁ βίος βραχύς, ἡ δὲ τέχνη μακρή, ὁ δὲ καιρὸς ὀξὺς, ἡ δὲ πεῖρα σφαλερὴ, ἡ δὲ κρίσις χαλεπή.
Ho bios brachys, hē de technē makrē, ho de kairos oxys, hē de peira sphalerē, hē de krisis chalepē.
Ljudski je život kratak, a liječničko je umijeće golemo; povoljan trenutak brzo prođe; iskustvo je varavo,  a odluka teška!
Latinski: Ars longa, vita brevis, occasio praeceps, experimentum periculosum, iudicium difficile.
Ovim riječima započinje prvi odlomak Hipokratovih Aforizama. Početak fraze spominje Seneka Mlađi u svojem djelu De brevitate vitae: "Inde illa maximi medicorum exclamatio est. 'Vitam brevem esse, longam artem.'" ("Ovo je usklik najvećeg među liječnicima: 'Život je kratak, a umjetnost dugovječna.'")
Ὅπερ ἔδει δεῖξαι
Hoper edei deixai.
"Quod erat demonstrandum" — (skraćeno "ΟΕΔ") ovu frazu koristili su rani matematičari uključujući Euklida i Arhimeda, a zapisivalo se na kraju matematičkog dokaza ili filozofskog argumenta kako bi se označilo da je dokaz dovršen. Kasnije se koristila kratica "QED" ili Halmosov simbol.
Οὐ φροντὶς Ἱπποκλείδῃ
Ou phrontis Hippokleidēi.
"Nije Hipoklida briga." Prema Herodotovoj priči (6.129) u kojoj Hipoklid gubi priliku oženiti Klistenovu kćer nakon što se napio i plesao na glavi. Herodot govori kako je fraza bila uobičajena u njegovo vrijeme.
Οὖτις ἐμοὶ γ' ὄνομα
Outis emoi g' onoma.
"Moje ime je Nitko". Ovo je bio Odisejev odgovor na Polifemovo pitanje kako se zove. (Homer, Odiseja).

## Ππ
p
Παπαί, Μαρδόνιε, κοίους ἐπ' ἄνδρας ἤγαγες μαχησομένους ἡμέας, οἳ οὐ περὶ χρημάτων τὸν ἀγῶνα ποιεῦνται ἀλλὰ περὶ ἀρετῆς.
Papai, Mardonie, koious ep' andras ēgages machēsomenous hēmeas hoi ou peri chrēmatōn ton agōna poieuntai alla peri aretēs
"Teško nama, Mardonije, kad nas vodiš u borbu protiv takvih ljudi koji se ne bore za novac, nego za slavu." — Spontani odgovor perzijskog generala Tritantehma nakon što je Kserkso ispitivao lokalne ljude kod Termopila. Kserkso je pitao zašto je toliko malo grčkih boraca kod Termopila. Odgovor je glasio: "Svi ostali sudjeluju na Olimpijskim igrama". A kad je upitao "koja je nagrada za pobjednika?" uslijedio je odgovor "vijenac od masline".
Πέμπε δέ μιν Λυκίην δέ, πόρεν δ' ὅ γε σήματα λυγρὰ γράψας ἐν πίνακι πτυκτῷ θυμοφθόρα πολλά
pempe de min Lykiēn de, poren d' ho ge sēmata lygra grapsas en pinaki ptyktōi thymophthora polla
"stoga ga je poslao u Likiju s položenim slovima zapisanim na preklopljenoj pločici što je nositelju predstavljalo veliku muku." Homer, Ilijada - Ovaj stih navodno pokazuje kako je Homer znao pisati, iako je glagol γράφειν pisati imao primarno značenje 'grebati' tako da pločica 'izgrebena simbolima' ne mora nužno predstavljati stvarno pisanje.
Πίστις, ἐλπίς, ἀγάπη
Pistis, elpis, agapē
"Vjera, ufanje, (i) ljubav." (Prva poslanica Korinćanima, 13, 13.)
πύξ, λάξ, δάξ
pyx, lax, dax
"Šakama, udarcima i ugrizima"
Πύξ: πυγμή = šaka, Λάξ: λάκτισμα = udarac, Δάξ: δαγκωματια = ugriz
Epigram koji opisuje kako su se laici progonili iz Eleuzinskih misterija.

## Ρρ
rh
Ῥοδοδάκτυλος Ἠώς
Rhododaktylos Ēōs
"Ružičastoprstasta zora." Često se pojavljuje u Homerovim pjevanjima.

## Σσ
s
Σπεῦδε βραδέως
Speude bradeōs.
"Žuri polako" (usp. latinski festina lente).
Σὺν Ἀθηνᾷ καὶ χεῖρα κίνει
Syn Athēnāi kai kheira kinei.
"S Atenom, i pokreni svoje ruke", ili "Božica Atena te podupire, ali i sam moraš djelovati." (usp. hrvatski "Pomozi si i Bog će ti pomoći.")

## Ττ
t
Τὰ πάντα ῥεῖ καὶ οὐδὲν μένει.
Ta panta rhei kai ouden menei.
"Sve teče, ništa ne ostaje nepromijenjeno." Heraklit
Τὴν δέ μεγάλην ἤπειρον, ὑφ' ἧς ἡ μεγάλη περιέχεται κύκλῳ θάλαττα, τῶν μὲν ἂλλων ἔλαττον ἀπέχει, τῆς δ' Ὠγυγίας περὶ πεντακισχιλίους σταδίους.
Tēn de megalēn ēpeiron hyph' hēs hē megalē periechetai kyklō thalatta, tōn men allōn elatton apechei, tēs d' Ōgygias peri pentakischilious stadious.
"Veliki kontinent koji je okružen sa svih strana velikim morem, kažu, leži manje udaljen od ostalih, ali oko pet tisuća stadija od Ogigije." Plutarh o velikom kontinentu zapadno od Atlantskog oceana
Τί δύσκολον; Τὸ ἑαυτὸν γνῶναι.
Ti dyskolon? To eauton gnōnai.
"Što je teško? Spoznati sebe." Tales
Τί εὔκολον; Τὸ ἄλλῳ ὑποτίθεσθαι.
Ti eukolon? To allō hypotithestai.
"Što je lako? Savjetovati druge." Tales
Τί κοινότατον; Ἐλπίς. Καὶ γὰρ οἳς ἄλλο μηδέν, αὔτη παρέστη.
Ti koinotaton? Elpis. Kai gar hois allo mēden, autē parestē.
"Što je prilično obično? Nada. Kada sve nestane, još uvijek postoji nada." Tales
Τί τάχιστον; Νούς. Διὰ παντὸς γὰρ τρέχει.
Ti tachiston? Nous. Dia pantos gar trechei.
"Što je najbrže? Nous (misao). Putuje kroz sve medije." Tales
Τὸ γὰρ ἡδύ, ἐὰν πολύ, οὐ τι γὲ ἡδύ.
To gar hēdy, ean poly, ou ti ge hēdy.
"Slatka stvar koja se često kuša više nije slatka."
Τὸ δὶς ἐξαμαρτεῖν οὐκ ἀνδρὸς σοφοῦ.
To dis examartein ouk andros sophou.
"Počiniti istu grešku dvaput nije odlika mudrog čovjeka."
Τὸ πεπρωμένον φυγεῖν ἀδύνατον.
To peprōmenon phygein adynaton.
"Nemoguće je izbjeći onome što je suđeno."

## Υυ
(h)y
Ὕστερον πρότερον
Hysteron proteron
"Posljednji prvi".

## Φφ
ph
Φοβοῦ τοὺς Δαναοὺς καὶ δῶρα φέροντας
Phobou tous Danaous kai dōra pherontas.
"Ne vjeruj Danajcima (Grcima) ni kad darove nose." Dobro poznati stih iz Vergilijeve Eneide koji u izvornom obliku glasi (Quidquid id est) timeo Danaos et dona ferentes.

## Χχ
kh, ch
Χαίρε, Καίσαρ, οἱ μελλοθάνατοι σε χαιρετούν.
Khaire Kaisar, hoi mellothanatoi se khairetoun.
Zdravo Cezare, pozdravljaju te oni koji će umrijeti.
Latinski: "Ave Caesar morituri te salutant." Prvi književni iskaz nalazi se kod Svetonija, De Vita Caesarum, 5 (Divus Claudius), 21, 6,
Χαλεπὰ τὰ καλά
Khalepa ta kala.
"Dobre/lijepe/divne/časne stvari teško je [dostići]." [usp. Platon, Republika 4, 435c.]

## Ψψ
ps
Ψυχῆς ἰατρεῖον
Psykhēs iatreion
bolnica duše
Aleksandrijska knjižnica poznata kao Velika knjižnica u Aleksandriji, Egipat nekoć je bila najveća knjižnica na svijetu.
Priča govori kako je njena zbirka postala toliko velika: uredbom Ptolomeja III. od Egipta svi koji su posjećivali grad morali su predati bilo kakav oblik pisanog medija na bilo kojem jeziku kojeg su posjedovali, a zatim je to uvršteno na popis pod naslovom "knjige brodova". Ove zapise zatim su brzo prepisivali službeni pisari. Ponekad su kopije bile toliko precizne da su originali ostavljeni u knjižnici, a kopije su predane prethodnim vlasnicima koji nisu ni u što posumnjali. Ovaj proces pomogao je stvoriti spremište knjiga u relativno novom gradu.

## Ωω
(h)ō
Ὦ ξεῖν’, ἀγγέλλειν Λακεδαιμονίοις ὅτι τῇδε
κείμεθα τοῖς κείνων ῥήμασι πειθόμενοι.
Ō xein’, angellein Lakedaimoniois hoti tēde keimetha tois keinōn rhēmasi peithomenoi.
"Stranče, reci Spartancima da ovdje ležimo, pokoravajući se njihovim zakonima." (Epigram, jedan elegijski distih koji je Simonid napisao o poginulima kod Termopila).
῎Ωδινεν ὄρος καὶ ἔτεκε μῦν.
Ōdinen oros kai eteke myn.
Napravi planinu iz krtičnjaka
Horacije je napisao Parturient montes, nascetur ridiculus mus; "tresla se brda, rodio se miš." Horacije se ovdje mislio ismijati herojskim naporima koja su proizvela slabe rezultate; njegov stih također je aluzija na jednu Ezopovu basnu, Tresla se brda.
Naslov Shakespeareove drame Mnogo vike ni za što izražava slično mišljenje.

## Više informacija
- Više informacija
- Hrvatske riječi grčkog podrijetla
- Grčki jezik
- Popis grčkih riječi s hrvatskim izvedenicama
- Popis latinskih fraza